# 潍坊市第二中学
山东省潍坊市第二中学是一所山东省潍坊市市属完全重点中学、省级规范化学校，坐落在潍坊市广文街西端路北(原潍县乐道院旧址)，位于市中心，占地106亩。于1883年由美国传教士狄乐播创建，最初设立时为乐道院。后曾设立男子学校文华馆，亦设女子学校文美馆。民国期间曾名曰潍县私立广文中学。 中华人民共和国建国后，于1952年改成公办，定名为潍坊市第二中学，简称潍坊二中。
潍坊市第二中学于2006年已经撤销，原校址如今改为潍坊广文中学，由潍坊一中初中部与潍坊二中的初中部合并而来，现在是潍坊市最好的初中学校之一。潍坊二中高中部则与潍坊市奎文实验高中（完全高中）原潍坊一中高中部合并，定址于原潍坊一中初中部，更名为潍坊中学。

## 额外参考
- 教育大辞典